# Керидвен
Керидвен (валл. Ceridwen) — ведьма или волшебница в валлийской мифологии, хозяйка Котла Вдохновения.

## Этимология
Её имя в различных средневековых рукописях встречается в формах Cerituen, Kerrituen, Kerritwen (все — «Книга Талиесина»), Kyrridven («Чёрная книга из Кармартена»), Kyrrytuen (Peniarth MS 3), Kerituen («Красная книга из Хергеста»). Более поздние примеры включают Cereidven, Cyridven, Caridwen, Cridwen и Cridfen. Элис Грифид в XVI веке в своей «Истории Талиесина» использует Keridwen/Ceridwen, а в других источниках, содержащих этот текст, также встречается Karidwen/Caridwen. Последний вариант популяризирован Шарлоттой Гест в переводе, включенном в её «Мабиногион».
Разница между начальным согласным C и К — это вопрос разного написания для обозначения твёрдого звука k, но изменение в последующем гласном, y или e, может представлять собой сдвиг в реальном произношении гласного звука.
Последний слог может быть мутировавшей формой архаичного ben — «женщина». Ивор Уильямс утверждал, что наиболее вероятная первоначальная форма имени — Cyrridfen Он предполагал, что первый слог мог быть cwrr («согнутый, угловатый»), откуда выводил cwrr-rhid-ben — женщина с согнутым суставом или кривой спиной, что соответствует стереотипной ведьме. Однако позже другие учёные подвергли сомнению эту интерпретацию.
Маргед Хейкок рассматривает следующие гипотезы: 1) первый слог как cyr можно связать с crynu, поэтому Cyridfen может быть похожа на ведьму болота Корс Фохно (Cors Fochno), которая заставляет людей дрожать или трястись; 2) первый слог как crid — «трудный», либо craid (от graid) — «страстный, яростный, мощный»; 3) второй слог как ŷd «зерно», что сближает её с богиней плодородия, подобной Церере (Cerēs), как предполагали некоторые ранние антиквары; 4) если рассматривать первый слог в имени её дочери Крейри (Creirwy) как форму credu («вера»), то имя Керидвен в виде Credidfen будет означать «женщина, в которую верят», а имена матери и дочери образуют пару.
В. Калыгин предлагает в качестве компонентов имени cerydd — «целомудрие» и gwen — «белая».

## Легенда
Согласно «Истории Талиесина», Керидвен жила в доме посреди озера Тегид в Пенллине со своим мужем Тегид Воэлом («Лысый [то есть монах или друид] с озера Тегид» либо «Тацит (Tacitus) Лысый»). История приурочивает это к началу правления Артура. У Керидвен и Тегид Воэла были дочь Крейри, прекраснейшая дева в мире, и сын Авагдду («Кромешная тьма»), самый уродливый и злой человек на свете. В одной версии рассказывается, что у них был ещё один сын Морвран («Морская ворона» = «Крачка»), в другой утверждается, что сын был один — Морвран по прозвищу Авагдду. Он был воином, сражавшимся на стороне Артура в его последней битве при Камланне.
Керидвен решила сделать Авагдду мудрым, сварив в котле напиток, предоставляющий мудрость и поэтическое вдохновение. Смесь должна была вариться в течение года и дня. Следить за котлом Керидвен поручила Гвиону Баху, сыну Гореана. Первые три капли жидкости из этого котла могли дать мудрость; остальные были фатальным ядом. Во время перемешивания зелья в котле, на большой палец Гвиона Баха упали три капли этого напитка, Гвион Бах облизал свой палец и сразу получил большую мудрость и знание. За это Керидвен рассвирепела на Гвиона и начала преследовать его. Во время этого преследования Гвион превратил себя в зайца, а Керидвен стала борзой. Затем он стал рыбой и прыгнул в реку, она превратилась в выдру. Он превратился в птицу, она стала ястребом. Наконец, он превратился в зёрнышко, она стала курицей и съела его. Однако потом Гвион возродился в теле Керидвен в облике Талиесина, его мать бросила в океан, но он спасся на уэльском берегу, и с тех пор он стал величайшим из валлийских бардов всех времён.

## Современные адаптации
- Керидвен — могучая злая колдунья в фантастических книгах Роберта Сальваторе «Убийца драконов» и «Кинжал дракона».
- Керидвен Мерриам Дульчиэйт — героиня серии романов Ким Харрисон «Рейчел Морган».
- Керидвен — студентка в книге Анны Коростелёвой «Школа в Кармартене».